# A Jagged Era
A Jagged Era è il primo album in studio del gruppo musicale statunitense Jagged Edge, pubblicato nel 1997.

## Tracce
1. Slow Motion – 3:42
2. Addicted to Your Love – 3:15
3. I Gotta Be – 3:35
4. Wednesday Lover – 4:31
5. Funny How – 5:11
6. The Way That You Talk (featuring Da Brat & Jermaine Dupri) – 3:38
7. The Rest of Our Lives – 5:35
8. I'll Be Right There (featuring Busta Rhymes) – 3:45
9. Ready & Willing – 4:58
10. Ain't No Stoppin' – 4:35